# V854 Centauri
V854 Centauri är en eruptiv variabel av RCB-typ (RCB) i stjärnbilden Kentauren.
Stjärnan har magnitud +6,84 och når i förmörkelsefasen ner till +15,1. 